# Charles Carroll d'Annapolis
Pour les articles homonymes, voir Charles Carroll et Carroll.
Charles Carroll, dit Charles Carroll d'Annapolis, né en 1702, mort en 1782, est un riche planteur du Maryland.

## Biographie

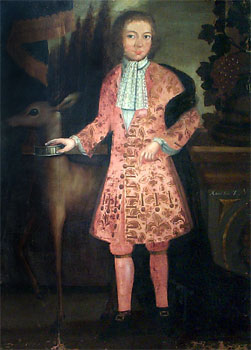
Charles Carroll d'Annapolis enfant, vers 1712

Charles Carroll naît en 1702 à Annapolis (Maryland), de Charles Carroll le Colon (1661-1720) et de Mary Darnall (1678-1742). Son père émigre dans la colonie en 1688, avec la commission d'Attorney General donné par le propriétaire catholique de la Colonie, Charles Calvert, mais perd ce titre après seulement un an à cause d'une rébellion de colons protestants liée à la Glorieuse Révolution. Le Gouvernement Royal soutenant la colonie, interdit aux catholiques d'avoir un poste dans un bureau, de porter les armes, de servir comme jurés, et finalement les exclut du vote. Ne pouvant faire une carrière politique, Charles le Colon se tourne vers les affaires, amasse une fortune si grande qu'il devient l'homme le plus riche du Maryland à sa mort en 1720. Ainsi, le jeune Carroll, né dans une minorité religieuse avec peu de droits, obtient les avantages que la richesse peut fournir.
Comme son père, Charles d'Annapolis n'a jamais renoncé à l'espoir de surmonter l'intolérance religieuse du Maryland. Il se marie avec Elizabeth Brooke (1709-61), fille de Clement Brooke et Jane Sewall, qui lui donne trois enfants, dont Charles Carroll de Carrollton, un des signataires de la Déclaration d'indépendance des États-Unis, accomplissant la vision de la famille en devenant le seul catholique à signer la déclaration en 1776.
Les Carroll étaient de grands passionnés de courses de chevaux et d'élevage, concurrençant d'autres familles aisées aux évènements hippiques, qui occupaient une place importante dans la vie sociale de la colonie. Le cheval de Charles Carroll a été battu en 1743 par le cheval Dungannon de George Hume Steuart à la Annapolis Subscription Plate, première course de chevaux officiellement enregistrée dans le Maryland. La coupe elle-même (ayant la forme d'une cuve) repose aujourd'hui dans le Baltimore Museum of Art.